# Étreux
Étreux é uma comuna francesa na região administrativa de Altos da França, no departamento de Aisne. Estende-se por uma área de 10,36 km². Em 2010 a comuna tinha 1 448 habitantes (densidade: 139,8 hab./km²).